# Oškobrh
Oškobrh är en kulle i Tjeckien.   Den ligger i regionen Mellersta Böhmen, i den centrala delen av landet, 60 km öster om huvudstaden Prag. Toppen på Oškobrh är 285 meter över havet.
Terrängen runt Oškobrh är huvudsakligen platt.Runt Oškobrh är det ganska tätbefolkat, med 75 invånare per kvadratkilometer. Närmaste större samhälle är Poděbrady, 7,6 km väster om Oškobrh. Trakten runt Oškobrh består till största delen av jordbruksmark.